# Voo Air Wisconsin 965
O Voo Air Wisconsin 965 foi um voo operado pela Air Wisconsin que caiu perto de Valley, Nebraska, em 12 de junho de 1980. O acidente foi causado por más condições climáticas, fazendo com que os motores falhem e a consequente perda de controle da aeronave.

## Acidente
A aeronave que opera o voo 965, um Swearingen SA226-TC Metro II, deixou o Aeroporto Regional de Outagamie County em um voo de uma escala para o Aeroporto Municipal de Lincoln às 12h45 de 12 de junho de 1980. O voo parou em Aeroporto Internacional de Minneapolis-St. Paul e depois continuou para o Aeroporto Municipal de Lincoln.
Durante a rota, mas se aproximando de seu destino, a aeronave passou por uma turbulência severa e foi liberada para altitudes sucessivamente menores na tentativa de evitar a turbulência. Durante a descida, a aeronave entrou em uma região de forte precipitação, que causou a falha de ambos os motores devido a níveis muito elevados de ingestão de água. A tripulação conseguiu reacender os dois motores, mas perdeu o controle e impactou o solo. A aeronave atingiu o solo com o nariz ligeiramente para baixo e a asa direita baixa, pulou e em seguida, atingiu o solo uma segunda vez, deslizando pelo solo parando invertido. A tripulação e onze passageiros morreram no acidente.

## Aeronave
A aeronave acidentada, um SA-226TC Metro II, tinha um total de 8.055 horas de voo e voou pela primeira vez em 1976. Não houve falhas da aeronave ou de seus sistemas relatadas antes do acidente, ou descobertas pela equipe de investigação.

## Investigação
A investigação se focou em por que a aeronave voou deliberadamente para uma região de clima extremo, sem o controle de tráfego aéreo informando a tripulação do clima ou o sistema de detecção de clima a bordo indicando o clima extremo.

### Causas
A causa direta do acidente foi determinada como voo em condições meteorológicas extremas, causando a queda dos motores e falha em manter o controle durante a recuperação. As causas contributivas foram a falha dos serviços de tráfego aéreo em alertar sobre as condições meteorológicas extremas e a incapacidade do radar meteorológico da aeronave de penetrar mesmo na precipitação moderada, deixando a tripulação alheia à precipitação extrema no tempo à frente.